# ジュディ・アムーア
ジュディ・アムーア（Judith ("Judy") Florence Amoore、1940年6月25日 - ）は、オーストラリアの女子陸上競技選手。1964年東京オリンピックの銅メダリストである。ビクトリア州メルボルン出身。

## 経歴
アムーアは、1964年東京オリンピックで、この大会の新種目である女子400mに出場。53秒4で、同じオーストラリアのベティ・カスバート、イギリスのアン・パッカーに次いで銅メダルを獲得した。1966年のジャマイカのキングストンで開催されたコモンウェルスゲームズでは440ヤードで優勝。880ヤードで2位という成績を残した。
アムーアは結婚後ジュディ・ポロックと名乗るようになった。1967年6月28日には、フィンランドのヘルシンキで行われた800mのレースで、これまでパッカーがもっていた世界記録を10分の1秒更新する2分01秒0の世界新記録を樹立した。アムーアは、翌1968年に妊娠出産のため競技から引退する。
アムーアは、1971年にミュンヘンオリンピック出場に向けて競技に復帰。ミュンヘン大会への出場権を勝ち取るが、故障のため出場することはできなかった。この後、家庭の事情のため、再び引退した。
しかし、1976年モントリオールオリンピックに向けて、再び競技に復帰する。今度は、競技を800m、1500mに絞ることとした。オーストラリア選手権の800mで2位となりオリンピック出場を果たす。36歳で出場したモントリオールの800mは予選を2位で通過し、準決勝では1分59秒93と、惜しくも決勝進出を逃した。準決勝で敗退した選手の中でもっともよい記録であった。また、1500mでも予選で自己ベストを記録したが、決勝進出を逃している。

## 主な実績
| 年   | 大会                   | 場所                     | 種目  | 結果      | 記録      |
| ---- | ---------------------- | ------------------------ | ----- | --------- | --------- |
| 1964 | オリンピック           | 東京(日本)               | 400m  | 3位       | 53秒4     |
| 1966 | コモンウェルスゲームズ | キングストン(ジャマイカ) | 220yd | 4位       | 24秒1     |
| 1966 | コモンウェルスゲームズ | キングストン(ジャマイカ) | 440yd | 1位       | 53秒0     |
| 1966 | コモンウェルスゲームズ | キングストン(ジャマイカ) | 880yd | 2位       | 2分04秒5  |
| 1976 | オリンピック           | モントリオール(カナダ)   | 800m  | 5位（sf） | 1分59秒93 |
| 1976 | オリンピック           | モントリオール(カナダ)   | 1500m | 7位（sf） | 4分14秒22 |

- sfは準決勝